# Alfred Simms-Protz
Alfred Simms-Protz (* 9. September 1952 in London) ist ein deutscher Diplomat, der von 2015 bis 2018 Botschafter in Bahrain war.

## Leben
Simms-Protz begann nach dem Abitur in Marquartstein 1972 ein Studium der Rechtswissenschaften an der Ludwig-Maximilians-Universität München, das er 1977 mit dem Ersten Juristischen Staatsexamen abschloss. Nachdem er zwischen 1978 und 1980 das Rechtsreferendariat absolviert hatte, legte er 1980 das Zweite Juristische Staatsexamen ab.
1981 begann Simms-Protz den Vorbereitungsdienst für den höheren Auswärtigen Dienst und war nach Abschluss zwischen 1983 und 1984 zuerst Persönlicher Referent eines der Staatsminister im Auswärtigen Amt sowie von 1984 bis 1987 Kultur- und Pressereferent an der Botschaft in Jordanien. Daraufhin fungierte er zwischen 1987 und 1989 als Ständiger Vertreter des Botschafters in Bangladesch sowie von 1989 bis 1991 als Stellvertretender Leiter für die Ausbildung für den Höheren Auswärtigen Dienst, ehe er zwischen 1991 und 1996 Stellvertreter des Ständigen Vertreters der Bundesrepublik Deutschland bei den Internationalen Organisationen in Wien war.
Von 1996 bis 2000 war Simms-Protz Stellvertretender Leiter des Referats Internationale Konferenzen in der Protokollabteilung des Auswärtigen Amtes sowie zwischen 2000 und 2004 Generalkonsul in Ho-Chi-Minh-Stadt. Nachdem er von 2004 bis 2006 Generalkonsul in Genf war, fungierte er zwischen 2006 und 2010 als Ständiger Vertreter des Botschafters in Australien. Daraufhin war er von 2010 bis 2013 Leiter des Referats Geheimschutz und Sicherheit der Auslandsvertretungen im Auswärtigen und zwischen 2013 und 2014 Generalkonsul in Erbil, ehe er von 2014 bis 2015 abermals eine Verwendung als Mitarbeiter des Auswärtigen Amtes in Berlin fand.
2015 wurde Simms-Protz als Nachfolger von Sabine Taufmann  Botschafter der Bundesrepublik Deutschland in Bahrain. 2018 wurde er von Kai Boeckmann abgelöst.